# 犬飼駅
犬飼駅（いぬかいえき）は、大分県豊後大野市犬飼町下津尾にある、九州旅客鉄道（JR九州）豊肥本線の駅である。
漫画『デトロイト・メタル・シティ』に作者及び主人公の出身地の駅として登場しており、2008年に実写映画化された際にはロケも行われた。

## 歴史
- 1917年（大正6年）7月20日：鉄道院（後に日本国有鉄道）犬飼軽便線が竹中駅から延伸された際の終着駅として開業[2][3]。
- 1921年（大正10年）3月27日：犬飼軽便線が三重町駅まで延伸され[2]、途中駅となる。
- 1928年（昭和3年）12月2日：路線名改称に伴い、豊肥本線の駅となる[2]。
- 1955年（昭和30年）5月10日：急行「火の山」の停車駅となる[5]。
- 1978年（昭和53年）4月1日：貨物取扱廃止[3][6]。
- 1983年（昭和58年）11月30日：下郡信号場 - 南熊本間のCTC化に伴い、業務委託化[6][7]。
- 1984年（昭和59年）2月1日：荷物扱い廃止[3]。
- 1987年（昭和62年）4月1日：国鉄分割民営化により九州旅客鉄道が継承[2][3]。
- 2005年（平成17年）4月初旬：老朽化に伴い木造平屋建ての駅舎に改築[8]。
- 2014年（平成26年）7月1日：無人化[9]。

## 駅構造
東側に駅舎があり、島式ホーム1面2線を有する地上駅。駅舎とホームは跨線橋で連絡している。
かつてはJR九州鉄道営業が駅業務を行う業務委託駅だったが、2014年7月1日から駅員の配置がなくなり無人駅となった。自動券売機が設置されている。

### のりば
| のりば | 路線      | 方向 | 行先               | 備考                                |
| ------ | --------- | ---- | ------------------ | ----------------------------------- |
| 1      | ■豊肥本線 | 上り | 豊後竹田・熊本方面 | 始発列車のみ2番のりばから発着       |
| 2      | ■豊肥本線 | 下り | 大分方面           | 午前の一部の列車は1番のりばから発着 |

## 利用状況
- 2021年度の1日平均乗車人員は256人である[10]。

| 乗車人員推移 | 乗車人員推移 |
| 年度         | 1日平均人数  |
| ------------ | ------------ |
| 2000         | 464          |
| 2001         | 449          |
| 2002         | 450          |
| 2003         | 426          |
| 2004         | 410          |
| 2005         | 413          |
| 2006         | 410          |
| 2007         | 380          |
| 2008         | 376          |
| 2009         | 366          |
| 2010         | 347          |
| 2011         | 330          |
| 2012         | 333          |
| 2013         | 349          |
| 2014         | 336          |
| 2015         | 323          |
| 2016         | 324          |
| 2017         | 非公開       |
| 2018         | 非公開       |
| 2019         | 非公開       |
| 2020         | 256          |
| 2021         | 256          |
| 2022         | 非公開       |
| 2023         | 非公開       |

## 駅周辺
駅のすぐ東側を大野川が線路に並行する形で流れ、川向こうでは国道10号が並行している。南側へ700mほど歩くと旧・犬飼町の中心部に到達する。川向こうへ渡るには旧犬飼町中心部まで移動する必要がある。
- 豊後大野市犬飼支所
- 浄流寺
- 犬飼郵便局
- 大分銀行犬飼支店
- 豊後大野市立犬飼小学校
- 豊後大野市立犬飼中学校

### バス路線
大野竹田バスの犬飼駅バス停があり、以下の路線バスが運行されている。
- 三重 - 百枝入口 - 高添・犬飼線：三重監督署前行き
- 三重 - 菅尾駅前 - 犬飼線：犬飼久原行き/大野竹田バス本社き
- 犬飼 - 山内 - 河面線：山内行き/河面行き

## 隣の駅
九州旅客鉄道（JR九州）
■豊肥本線
■普通
竹中駅 - 犬飼駅 - 菅尾駅